# Yonten Gyatso
Pour les articles homonymes, voir Yonten Gyatso (tibétologue).
4e dalaï-lama
Sonam Gyatso Lobsang Gyatso
Yonten Gyatso tibétain : ཡོན་ཏན་རྒྱ་མཚོ, Wylie : yon tan rgya mtsho, né le 15 février 1589 en Mongolie et mort le 21 janvier 1617 à Lhassa, est un religieux mongol reconnu comme le 4e dalaï-lama.

## Biographie
Yonten Gyatso, un Mongol, est, d'après Sam van Schaik et Michael Harris Goodman, le seul dalaï-lama à ne pas être né tibétain,.
Yonten Gyatso naît en 1589 en Mongolie. Son père, Tsultrim Choeje, est un aristocrate mongol Chokar et le petit-fils d'Altan Khan, chef de l'Aile droite des Mongols contrôlant toute la Mongolie, et sa mère, 2e femme de Tsultrim Choeje, se dénommait Phakhen Nula,.
L'abbé du monastère de Ganden se base sur les prédictions des oracles d'État et les signes auspicieux ayant accompagné sa naissance pour le reconnaître comme la réincarnation de Sonam Gyatso, 3e dalaï-lama, et premier à porter ce titre de son vivant. Il lui donne son nom religieux (Yonten Gyatso). 
Ses parents refusent de se séparer de leur fils unique à son jeune âge et Yonten Gyatso reçoit sa première éducation religieuse de lamas tibétains en Mongolie. 
En 1601, alors qu'il a 12 ans, Yonten Gyatso est escorté au Tibet, accompagné de son père et du précédent Ganden Tripa, Sangya Rinchen, qui lui confère ses vœux de moine novice. En 1614, à 26 ans, il prend les vœux complet de Gelong du 4e panchen-lama, Lobsang Chökyi Gyaltsen. Il devient le supérieur du monastère de Drépung, puis de celui de Séra. 
En 1617, il meurt au monastère de Drépung, à l'âge de 27 ans. Ses reliques sont dans les domaines des Mongols Khalkhas et Tumeds.